# Locomotive FS E.323 ed E.324
Le locomotive E.323 e i rimorchi motori E.324 sono stati due gruppi di locomotive elettriche a corrente continua a 3000 V delle Ferrovie dello Stato italiane (FS) utilizzati per il servizio di manovra nei grandi scali ferroviari e nelle manovre d'imbarco e sbarco dalle navi traghetto.
A differenza delle E.323, le E.324 erano locomotive prive della cabina di guida e del pantografo e venivano utilizzate in doppia trazione a comando multiplo con le prime per raddoppiarne le prestazioni.
Costituiscono il seguito dei gruppi FS E.321 ed E.322, dei quali ripresero il progetto della parte elettrica, aggiornato sulla base delle esperienze dell'esercizio e dei progressi tecnologici, mentre fu studiata ex novo la parte meccanica.
All'inizio degli anni settanta, nell'ambito di una collaborazione fra le FS e la Facoltà di Ingegneria dell'Università degli Studi di Roma "La Sapienza", si decise di utilizzare un'unità del gruppo E.323 per sviluppare il progetto e la sperimentazione di un convertitore elettronico idoneo all'alimentazione di un motore di trazione trifase, idea poi abbandonata a seguito degli sviluppi dell'elettronica di potenza legati al progetto delle locomotive E.402. Si sarebbe trattato della prima applicazione mondiale di un motore di trazione trifase a una locomotiva a corrente continua a 3 kV.

## Storia

### Progetto
Nella seconda metà degli anni sessanta i buoni risultati d'esercizio ottenuti dalle E.321 ed E.322 indussero le FS a estendere l'utilizzo di locomotive elettriche nel servizio di manovra. Nello sviluppo del progetto si decise di mantenere la parte elettrica delle loro progenitrici mentre si stabilì di costruire ex novo la parte meccanica (carro, rodiggio e timoneria dei freni) seguendo il progetto delle locomotive 245 unificate (245.1001-1020, 2001-2020, 6010-6124).
Questa soluzione, mantenendo lo stesso motore GLM 2405 delle E.321 ed E.322, permise di utilizzare una trasmissione con giunti cardanici e alberi telescopici e di predisporre il gruppo riduttore con due rapporti di trasmissione: il primo per avere una velocità di 32 km/h adatta per le manovre e il secondo per ottenere una velocità di 64 km/h idonea per il traino delle tradotte e per gli spostamenti in piena linea.
Il progetto, come per le E.321 ed E.322, fu sviluppato dalle FS con la collaborazione del Tecnomasio Italiano Brown Boveri (TIBB).

### Costruzione
La costruzione della parte elettrica e della parte meccanica fu affidata al Tecnomasio Italiano Brown Boveri. Come già per le E.321 furono progettati e commessi anche dei "rimorchi motori" comandati dalle E.323 e classificati E.324, identici alle stesse E.323 ma privi di cabina di guida (per questa caratteristica vennero detti "cane" come gli E.322).
Vennero costruiti i sottogruppi E.323.001-010 e 011-020 (consegnati nel 1966 e nel 1970-1971), E.323.101-105 (consegnato nel 1966-1967), E.323.201-205 (consegnato nel 1971), E.324.101-105 (consegnato nel 1966-1967) ed E.324.201-205 (consegnato nel 1971).
Data l'esperienza fatta con le E.321.200 ed E.322.200, le E.323.200 furono progettate e costruite con la possibilità di telecomandare due E.324.200.
Tra l'aprile e l'ottobre 1967 l'unità E.323.105, con altre locomotive, carrozze e carri fu esposta nelle principali stazioni italiane per presentare al grande pubblico il rinnovamento del parco rotabile in corso a seguito del Piano decennale di ammodernamento delle FS (1962-1972).

#### Manutenzione

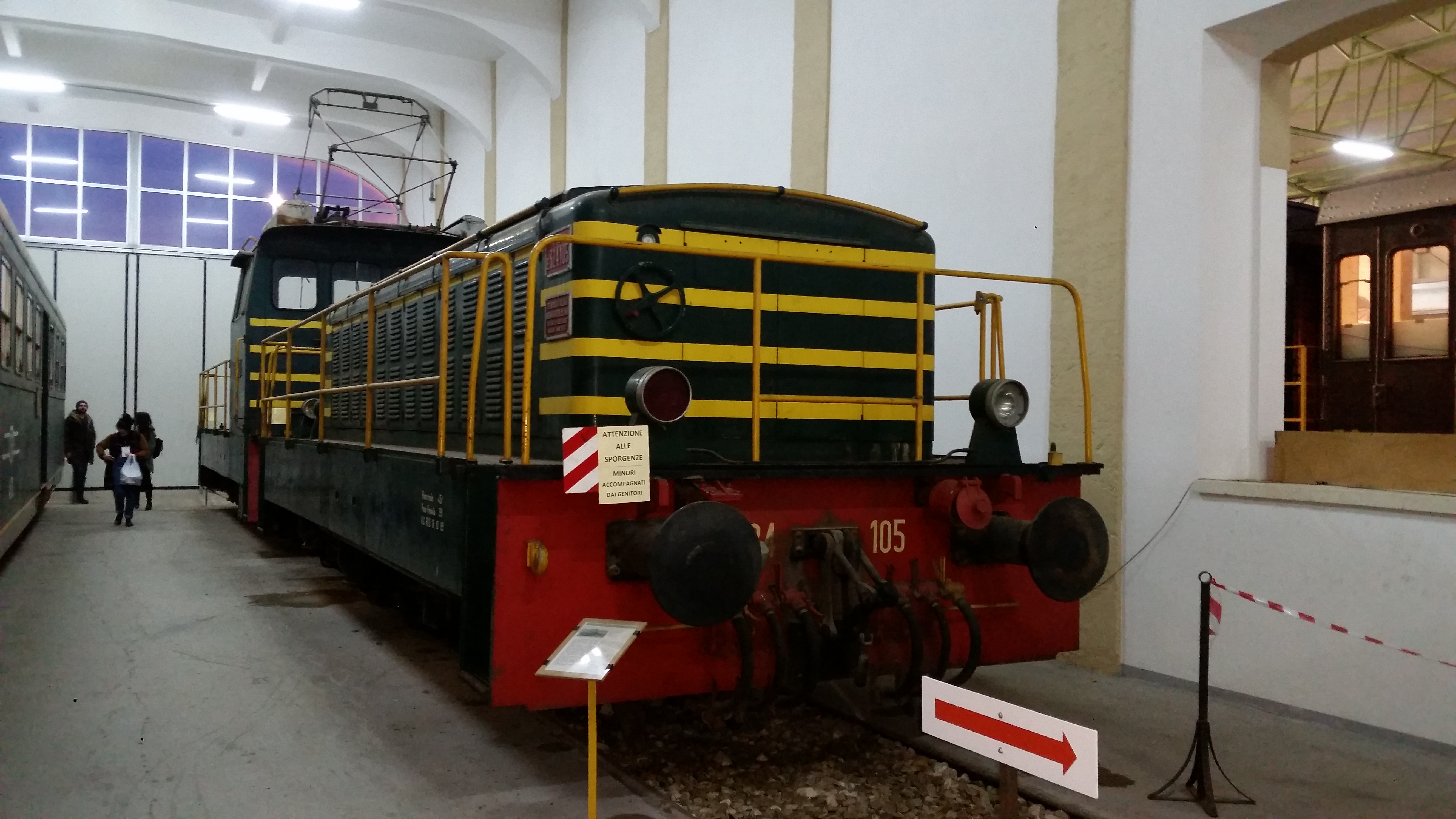
Il rimorchio motore E.324.105 e la locomotiva E.323.105 nel Museo ferroviario della Puglia il 1º marzo 2018.

Le locomotive E.323 ed E.324 venivano sottoposte a una grande riparazione ogni 40000 ore di servizio. A metà dell'intervallo veniva intercalata una riparazione "R III", che non implicava il completo smontaggio della macchina.

### Esercizio

#### Servizi
Le E.323 e le E.324 furono sempre impiegate nel servizio di manovra, andando progressivamente a sostituire le ultime locomotive da manovra a vapore in corso di radiazione, affiancandosi alle locomotive Diesel e alle loro dirette progenitrici E.321 ed E.322, che avevano dimostrato piena rispondenza ai gravosi impegni continuativi sulle selle di lancio delle grandi stazioni di smistamento.
Oltre ai servizi sui fasci delle stazioni furono impiegate con continuità negli scali di smistamento e nell'imbarco sulle navi traghetto dei treni da e per la Sicilia nelle stazioni di Messina Marittima e Villa San Giovanni.
Per le loro caratteristiche furono impiegate solo saltuariamente per la trazione delle tradotte e in piena linea.

##### Prestazioni in manovra
Le prestazioni in servizio di manovra delle locomotive E.323 ed E.324 sono riportate nella seguente tabella, tratta dalla Prefazione Generale all'Orario di Servizio (PGOS) delle Ferrovie dello Stato, che esprime il carico in tonnellate trainabile dalle locomotive nel servizio di manovra, in funzione della pendenza del binario.
| Gruppo | Pendenza ‰ | Pendenza ‰ | Pendenza ‰ | Pendenza ‰ | Pendenza ‰ | Pendenza ‰ | Potenza CV |
| Gruppo | 3          | 6          | 10         | 15         | 20         | 25         | Potenza CV |
| --- | ---------- | ---------- | ---------- | ---------- | ---------- | ---------- | ---------- |
| E.321 E.322 (1)                                                                                                  | 740        | 550        | 400        | 300        | 240        | 190        | 260        |
| E.323 E.324 (1)                                                                                                  | 1050       | 770        | 560        | 420        | 340        | 260        | 260        |
| (1) Per i complessi binati E.321 + E.322 ed E.323 + E.324 la prestazione è doppia di quella indicata in tabella. |            |            |            |            |            |            |            |

##### Prestazioni in linea
Le prestazioni nelle tradotte e nel servizio di piena linea delle locomotive E.323 ed E.324 sono riportate nella seguente tabella, tratta dalla Prefazione Generale all'Orario di Servizio (PGOS) delle Ferrovie dello Stato, che esprime il carico in tonnellate trainabile dalle locomotive nel servizio in piena linea in funzione del grado di prestazione.
| Velocità | Gradi di prestazione delle linee | Gradi di prestazione delle linee | Gradi di prestazione delle linee | Gradi di prestazione delle linee | Gradi di prestazione delle linee | Gradi di prestazione delle linee | Gradi di prestazione delle linee | Gradi di prestazione delle linee | Gradi di prestazione delle linee | Gradi di prestazione delle linee | Gradi di prestazione delle linee | Gradi di prestazione delle linee | Gradi di prestazione delle linee | Gradi di prestazione delle linee | Gradi di prestazione delle linee | Gradi di prestazione delle linee | Gradi di prestazione delle linee | Gradi di prestazione delle linee | Gradi di prestazione delle linee | Gradi di prestazione delle linee | Gradi di prestazione delle linee | Gradi di prestazione delle linee | Gradi di prestazione delle linee | Gradi di prestazione delle linee |
| Velocità | 1                                | 2                                | 3                                | 4                                | 5                                | 6                                | 7                                | 8                                | 9                                | 10                               | 11                               | 12                               | 13                               | 14                               | 15                               | 16                               | 17                               | 18                               | 19                               | 20                               | 21                               | 22                               | 23                               | 24                               |
| --- | -------------------------------- | -------------------------------- | -------------------------------- | -------------------------------- | -------------------------------- | -------------------------------- | -------------------------------- | -------------------------------- | -------------------------------- | -------------------------------- | -------------------------------- | -------------------------------- | -------------------------------- | -------------------------------- | -------------------------------- | -------------------------------- | -------------------------------- | -------------------------------- | -------------------------------- | -------------------------------- | -------------------------------- | -------------------------------- | -------------------------------- | -------------------------------- |
| 50 km/h | 65                               | 60                               | 55                               | 50                               | 45                               | 40                               | 35                               | 30                               | 25                               | 25                               | —                                | —                                | —                                | —                                | —                                | —                                | —                                | —                                | —                                | —                                | —                                | —                                | —                                | —                                |
| 40 km/h | 145                              | 135                              | 125                              | 120                              | 110                              | 110                              | 95                               | 90                               | 80                               | 75                               | 65                               | 60                               | 55                               | 50                               | 45                               | 40                               | 35                               | 30                               | 25                               | 20                               | —                                | —                                | —                                | —                                |
| 35 km/h | 210                              | 200                              | 185                              | 175                              | 165                              | 160                              | 145                              | 135                              | 125                              | 115                              | 105                              | 95                               | 85                               | 80                               | 75                               | 70                               | 60                               | 55                               | 50                               | 45                               | 40                               | 40                               | 35                               | 30                               |
| 30 km/h | 310                              | 290                              | 270                              | 255                              | 240                              | 225                              | 210                              | 200                              | 180                              | 165                              | 150                              | 140                              | 130                              | 120                              | 110                              | 105                              | 95                               | 90                               | 80                               | 75                               | 70                               | 65                               | 60                               | 55                               |
| 25 km/h | 440                              | 410                              | 385                              | 360                              | 340                              | 320                              | 300                              | 280                              | 260                              | 240                              | 220                              | 200                              | 190                              | 180                              | 170                              | 160                              | 145                              | 130                              | 120                              | 110                              | 105                              | 100                              | 95                               | 90                               |
| 20 km/h | 620                              | 570                              | 535                              | 500                              | 475                              | 450                              | 425                              | 400                              | 370                              | 340                              | 315                              | 290                              | 270                              | 250                              | 235                              | 220                              | 205                              | 190                              | 180                              | 170                              | 160                              | 150                              | 140                              | 130                              |
| (1) Per i complessi binati E.321 + E.322 ed E.323 + E.324 la prestazione è doppia di quella indicata in tabella. |                                  |                                  |                                  |                                  |                                  |                                  |                                  |                                  |                                  |                                  |                                  |                                  |                                  |                                  |                                  |                                  |                                  |                                  |                                  |                                  |                                  |                                  |                                  |                                  |

#### Depositi
Nel gennaio 1985 le unità dei gruppi E.323 ed E.324 erano distribuite nei seguenti depositi:
- le locomotive E.323.001-020, non atte a pilotare le E.324, erano assegnate a Torino Smistamento (1), Alessandria (2), Genova Brignole (3), Savona (1), Verona (2), Fortezza (1), Udine (1), Bologna (3), Firenze (1), Pisa (1), Livorno (1), Ancona (1), Bari (1), Foggia (1);
- le locomotive E.323 delle serie 100 e 200, atte a pilotare le E.324, erano assegnate ad Alessandria (1), Milano Smistamento (2), Verona (1), Udine (1), Reggio Calabria (5);
- i rimorchi motore E.324 seguivano di norma le E.323 di pari numerazione, ma le FS non usavano indicarne le quantità presso i singoli depositi.

Il 31 dicembre 1991 tutte le unità dei gruppi E.323 ed E.324 erano ancora in servizio distribuite nei seguenti depositi:
- le locomotive E.323.001-020 erano assegnate ad Alessandria (3), Genova Rivarolo (3), Savona (1), Verona (2), Udine (1), Bologna (3), Pisa (3), Ancona (1), Roma San Lorenzo (1), Foggia (1), Reggio Calabria (1);
- i complessi E.323+E.324 delle serie 100 e 200 erano assegnati ad Alessandria (3), Milano Smistamento (2), Verona (1), Udine (1), Foggia (1), Reggio Calabria (2).

Secondo Haydock nel 1995 esistevano ancora tutte le unità di entrambi i gruppi, che erano assegnate come segue:
- le E.323.001-020 ad Alessandria (3), Ancona (1), Bologna Centrale (1), Foggia (1), Genova Rivarolo (3), Pisa Sant'Ermete (3), Reggio di Calabria (1), Roma San Lorenzo (1), Savona (1), Udine (1), Verona (4);
- le E.323.100 ad Alessandria (2), Reggio di Calabria (3);
- le E.323.200 ad Alessandria (1), Milano Smistamento (1), Udine (1), Verona (2);
- le E.324.100 ad Alessandria (2), Reggio di Calabria (3);
- le E.324.200 ad Alessandria (1), Milano Smistamento (1), Udine (1), Verona (2).

#### Accantonamento e radiazione
Alla data del 30 gennaio 2000 risultavano in servizio tutte le unità, cioè trenta E.323, assegnate alle Divisioni FS Regionale (16), Passeggeri (3) e Cargo (11) e dieci E.324, assegnate alle Divisioni FS Regionale (2), Passeggeri (2) e Cargo (6).
Vennero accantonate a partire dal 2002 e radiate tra l'ottobre 2002 e il giugno 2009.
La locomotiva E.323.010 è rimasta accantonata da anni al Deposito Locomotive di Rimini in condizioni piuttosto precarie. Il 6 maggio 2024 un comunicato stampa di Fondazione FS ha reso noto che il mezzo sarà preservato e trasferito a Milano Smistamento per essere sottoposto ai lavori di restauro estetico.

### Conservazione museale
Sopravvive il complesso E.323.105+E.324.105 in consegna all'associazione amatoriale AISAF con sede a Lecce.

## Caratteristiche
Sulla base dei favorevoli risultati di esercizio delle locomotive E.321 ed E.322, che consentirono di ottenere sensibili economie rispetto al costo dei mezzi di trazione Diesel, le FS decisero l'acquisto di un ulteriore lotto di unità similari, per le quali fu però sviluppata una parte meccanica completamente nuova, in grado di soddisfare tutte le esigenze del servizio di manovra.
Per le stesse ragioni accennate riguardo alle E.321 fu mantenuto lo schema tipo Ward Leonard utilizzando le stesse macchine elettricheː motore primario a doppio collettore da 260 kW alimentato a 3 kV, generatrice principale di costruzione TIBB-CGE della potenza di 210 kW a 1 250 giri/min alla tensione di 460 V e motore di trazione che sviluppava a regime continuativo una potenza di 190 kW e a regime orario una potenza di 210 kW. L'unica variante introdotta fu l'adozione dell'indebolimento di campo sul motore di trazione.
È significativo il fatto che, senza modificare le macchine elettriche, l'adozione del gruppo riduttore a due velocità e l'introduzione dell'indebolimento di campo abbia permesso un sensibile aumento delle prestazioni rispetto alle locomotive E.321 ed E.322, come si può riscontrare dall'estratto della Tabella 45 della PGOS riportato nella sezione Servizi.

### Parte meccanica
Nonostante gli ottimi risultati di esercizio di cui si è detto, le locomotive E.321 ed E.322 risentivano dei limiti imposti da una parte meccanica di concezione superata, penalizzata dalla trasmissione a bielle e da boccole interne con cuscinetti a strisciamento.
Nell'impostazione delle E.323 ed E.324 si decise di superare questi inconvenienti adottando la stessa parte meccanica sviluppata per le nuove locomotive Diesel "unificate" del gruppo 245, caratterizzata da:
- tre sale dotate di boccole esterne alle ruote, provviste di cuscinetti a rulli e conformate per consentire lo spostamento trasversale degli assi in modo da permettere l'inscrizione in curve con raggio minimo di 70 m;
- sospensioni costituite da molle a balestra sovrapposte alle boccole e collegate al telaio mediante pendini regolabili;
- una coppia di bilancieri equilibratori collegati fra le prime due sale;
- un dispositivo meccanico per la lubrificazione automatica dei bordini delle ruote (tipo De Limon);
- un gruppo riduttore a due rapporti di ingranaggi (tipo Hurt HSN 1200/2[35]) posizionato tra la seconda e la terza sala, che consentiva di selezionare la velocità massime di 32 o 64 km/h (marcia lenta o veloce).

Il gruppo riduttore era collegato al motore di trazione per mezzo di un giunto con elementi elastici in gomma e azionava con alberi cardanici i ponti di trasmissione (tipo Hurt HSK 19) montati su ciascuna sala della locomotiva.
Nelle manovre si utilizzava normalmente la marcia lenta che consentiva di sviluppare gli sforzi di trazione più elevati fino alla velocità di 32 km/h; negli spostamenti a locomotiva isolata o con carico limitato veniva impiegata la marcia veloce che consentiva di arrivare a 64 km/h con lo sforzo di trazione dimezzato.
Il passaggio tra le due gamme di velocità poteva avvenire soltanto a locomotiva ferma per mezzo di un dispositivo elettropneumatico che consentiva inoltre di portare il riduttore di velocità in posizione «folle», interrompendo il collegamento meccanico con il motore di trazione quando la locomotiva doveva essere trainata da un altro mezzo.

### Parte elettrica
La parte elettrica ricalcava quella delle E.321 ed E.322, con alcune modifiche suggerite ai progettisti dall'esperienza dell'esercizio con le progenitrici.
Come per le E.321 ed E.322, le macchine elettriche, a eccezione del motore di trazione montato sul carro, erano sistemate sulla parte anteriore del pianale della locomotiva, all'interno dell'avancorpo.
L'equipaggiamento elettrico comprendeva un motore primario alimentato dalla linea aerea a corrente continua a 3 kV e flangiato sull'albero d'indotto della generatrice principale in modo da costituire con essa un gruppo monoblocco. Tale gruppo azionava per mezzo di pulegge e cinghie trapezoidali un altro gruppetto monoblocco composto da due generatrici a corrente continua, di cui la prima provvedeva all'alimentazione dei circuiti ausiliari ed alla ricarica delle batterie, mentre la seconda forniva l'eccitazione separata al motore primario. Con lo stesso gruppetto veniva azionato il ventilatore centrifugo che raffreddava il motore di trazione, mentre sul lato opposto del gruppo principale veniva comandato il compressore per l'alimentazione dell'impianto pneumatico e del circuito del freno.

#### Circuito di trazione

Le cinque caratteristiche esterne della generatrice principale selezionabili con il combinatore di manovra.

Schema semplificato del circuito di trazione delle locomotive E.323 ed E.324.

L'equipaggiamento elettrico tradizionale con motore a corrente continua alimentato a tensione costante avrebbe creato gravi limitazioni su una locomotiva per servizio di manovra, sia a causa della rapida diminuzione della coppia con l'aumento della velocità del motore, sia per la forte dissipazione di energia sul reostato di avviamento. Inoltre quest'ultimo, essendo destinato a funzionare continuamente inserito per i frequenti avviamenti, avrebbe dovuto avere un notevole ingombro. Allo stesso tempo la modesta potenza necessaria per espletare questo tipo di servizio rendeva pressoché obbligata la scelta di far ricorso ad un unico motore di trazione, rendendo impraticabile la tecnica, adottata sulle locomotive per i servizi di linea, di ottenere la regolazione della velocità di regime con il collegamento in serie e in parallelo dei motori.
Come per i precedenti gruppi E.321 ed E.322 si optò dunque per un equipaggiamento simile a quello delle locomotive Diesel-elettriche in cui al motore Diesel sarebbe stato sostituito un motore primario elettrico, ottenendo così un sistema analogo al gruppo Ward Leonard impiegato negli azionamenti industriali, opportunamente adattato per le esigenze ferroviarie.
Si confermò quindi, con varianti minime, la stessa struttura realizzata per le E.321/322, composta da un motore primario alimentato direttamente dalla catenaria a 3 kV accoppiato meccanicamente con una generatrice principale che alimentava a sua volta il motore di trazione con una tensione regolabile entro ampi limiti, variandone opportunamente la velocità senza far ricorso al reostato in serie.
La regolazione della marcia veniva effettuata dal macchinista inserendo una serie di resistenze nel circuito di eccitazione della generatrice principale, ottenendo per ogni posizione del combinatore di manovra una delle cinque curve, dette "caratteristiche esterne", rappresentate in rosso sul grafico tensione-corrente riportato in figura.

Le caratteristiche esterne così ottenute presentavano forti variazioni di tensione al variare della corrente di carico, che mettevano in grado la generatrice principale di limitare la corrente di spunto del motore di trazione e di regolarne automaticamente la tensione durante la fase di accelerazione, realizzando senza dissipazione di energia la stessa funzione del reostato d'avviamento delle locomotive tradizionali.
L'unica variante introdotta nel circuito di trazione rispetto alle locomotive dei precedenti gruppi E.321 ed E.322 fu l'adozione dell'indebolimento di campo sul motore di trazione, che comportò l'aggiunta di un contattore elettropneumatico (vedi schema) e l'aggiornamento del circuito di comando.

#### Circuito di comando
L'aggiunta dell'indebolimento di campo del motore di trazione e del selettore di velocità (32 o 64 km/h) comportò l'inserimento dei rispettivi comandi in aggiunta a quelli presenti sul banco di manovra delle E.321 e l'implementazione di un circuito di interblocco tra la locomotiva E.323 e i rimorchi motori E.324 per la sincronizzazione della posizione dei riduttori di velocità sulle unità accoppiate.

#### Circuito REC
L'impianto per il riscaldamento elettrico delle carrozze (REC) non fu installato su nessuna delle unità E.323 ed E.324.

#### Circuiti ausiliari
Come per le E.321/322 l'energia per i circuiti ausiliari era prodotta da una generatrice a corrente continua azionata con trasmissione a cinghia dal motore primario, ai cui morsetti era collegato un regolatore di tensione che alimentava i circuiti di comando, di illuminazione e di ricarica della batteria di accumulatori.

### Parte pneumatica
L'aria compressa per i comandi pneumatici e il circuito del freno era prodotta da un compressore tipo 241-P Westinghouse azionato meccanicamente dal motore primario, soluzione che consentì di eliminare i costosi motori a 3 kV per i motocompressori.
Un compressore elettrico alimentato dalla generatrice ausiliaria o dalla batteria produceva l'aria necessaria per l'innalzamento del pantografo.
Rispetto al circuito elettropneumatico delle E.321/322 furono aggiunti:
- l'elettrovalvola per il comando del selettore di velocità;
- l'elettrovalvola del contattore dell'indebolimento di campo.

## Considerazioni economiche

Curva di prestazione della locomotiva elettrica E.323 a confronto con quello della locomotiva Diesel 245.
Lo sforzo di trazione è espresso in chilogrammi forza anziché in Newton, com'era in uso al tempo.

Dal confronto con le locomotive Diesel-idrauliche 245, con potenza di taratura del motore primario di 368 kW contro i 260 kW delle E.323, risultarono prestazioni di poco inferiori per queste ultime, come evidenziato dal grafico che riporta le curve dello sforzo di trazione nel campo di velocità tra 0 e 32 km/h; per le velocità fino a 64 km/h gli sforzi di trazione si dimezzano, ma le condizioni di funzionamento dei due tipi di locomotive rimangono praticamente invariate.
Non essendo stati pubblicati dati ufficiali, la valutazione economica fu effettuata estrapolando i "costi orari di esercizio privi del costo del personale di macchina" relativi al confronto tra le locomotive elettriche E.321 e le locomotive Diesel 235 pubblicati nel 1963, dai quali emergeva un costo orario inferiore del 27% tra le prime e le seconde (1 105 contro 1 530 Lit/h).

Considerando che il costo di esercizio delle E.323 non avrebbe dovuto variare rispetto alle E.321, essendo le macchine del tutto analoghe, mentre le 245 avrebbero dovuto comportare una maggiore spesa per il combustibile a causa della maggior potenza del motore Diesel rispetto alle 235, si stimò che a parità prestazioni il costo di esercizio della locomotiva Diesel fosse almeno del 40% superiore di quello della locomotiva elettrica.
Di fronte ad una differenza di costi così notevole e contando sul fatto che non fosse necessaria nessuna modifica pratica nell'organizzazione dei servizi e degli impianti per l'esercizio a trazione elettrica delle manovre, i tecnici del Tecnomasio Italiano Brown Boveri (TIBB) prospettarono alle Ferrovie dello Stato (FS) una riflessione sulla convenienza di incrementare il proprio parco con altri mezzi elettrici di manovra, provvedendo dove possibile a completare l'elettrificazione degli scali con una spesa che sarebbe stata compensata dalle economie di servizio e dalla maggior vita utile di un mezzo di trazione elettrico rispetto a un mezzo di trazione Diesel.

Per contro il TIBB richiamava nella sua analisi anche le considerazioni a sfavore della convenienza, quali la necessità di avere un certo numero di locomotive completamente autonome (Diesel) a disposizione per pronto intervento in caso di incidenti alla rete di alimentazione o per la manutenzione della stessa, come pure vincoli di sicurezza che imponevano la presenza sui piazzali di un certo numero di binari non elettrificati.
Dal canto loro le FS decisero di non andare oltre le ordinazioni previste e, per evitare il ripetersi di infortuni che trascinavano con sé lunghe vicende giudiziarie, intrapresero in seguito la diselettrificazione di molti binari secondari degli scali.

## Studi e sperimentazioni
Nel 1972, in una serie di colloqui tra rappresentanti delle FS e dell'Istituto di Automatica della Facoltà di Ingegneria dell'Università degli Studi di Roma "La Sapienza", si convenne di trasformare sperimentalmente una locomotiva del gruppo E.323 sostituendo il convertitore rotante e il motore di trazione a corrente continua con un convertitore elettronico idoneo all'alimentazione di un motore di trazione trifase.
Si trattava di un esperimento importante perché costituiva la prima applicazione mondiale di un motore di trazione trifase ad una locomotiva a corrente continua a 3 kV, le cui principali criticità erano legate allo stato dell'arte dei tiristori di potenza, atti allora a sopportare tensioni di lavoro relativamente basse ed estremamente sensibili alle sovratensioni, che negli impianti di elettrificazione in corrente continua a 3 000 V potevano raggiungere valori di picco fino a 12 000 V a causa dell'induttanza di linea.
Anche se una locomotiva da manovra permetteva di sfruttare soltanto in parte i vantaggi offerti dal motore trifase, la scelta di realizzare la sperimentazione sulle E.323, dotate di un unico motore di potenza relativamente bassa che avrebbe permesso di contenere le difficoltà e le spese di trasformazione, fu considerata un compromesso molto conveniente.
La suddivisione dei compiti prevedeva da parte dell'Istituto di Automatica la realizzazione dello studio di fattibilità, la scelta del motore di trazione, il progetto e la realizzazione di un prototipo da laboratorio del convertitore e la realizzazione dei circuiti di comando per il convertitore. Alle FS competeva invece l'acquisto del motore di trazione, la realizzazione del convertitore definitivo e delle apparecchiature ausiliarie, il riassemblaggio della locomotiva e il finanziamento dell'intera opera.
Fu inoltre concordato di far precedere al montaggio sulla E.323 un'applicazione sperimentale a terra, realizzata presso i locali della sottostazione elettrica di Roma Magliana a cura dell'Istituto sperimentale delle Ferrovie dello Stato.
L'intervento di trasformazione prevedeva inizialmente la sola sostituzione delle apparecchiature elettriche di trazione, ma la successiva scelta di un motore trifase a 4 poli, più vantaggioso per massa e ingombro di quello a 6 poli inizialmente previsto, impose la variazione del rapporto di trasmissione per compensarne la maggiore velocità di rotazione.
La nuova apparecchiatura di trazione comprendeva:
- un filtro con il duplice scopo di proteggere i componenti elettronici dalle sovratensioni di linea e di ridurre a limiti accettabili l'introduzione di armoniche nella corrente di trazione;
- un inverter a tiristori per convertire la tensione continua a 3 kV in una tensione alternata trifase con ampiezza e frequenza variabili con continuità da 0 a 2,4 kV e da 0,5 a 130 Hz;
- un circuito di comando, a controllo automatico, del convertitore;
- un motore di trazione asincrono trifase a 4 poli, con rotore a gabbia e potenza nominale di 280 kW.

Per la nuova locomotiva era prevista una caratteristica a forza di trazione costante, cioè con potenza crescente linearmente con la velocità, di circa 79 kN nel campo di velocità tra 0 e 13 km/h e con potenza lievemente decrescente, da un massimo di circa 276 kW, da 13 km/h alla velocità massima.
La frenatura elettrica era prevista senza recupero in linea, con dissipazione dell'energia su un resistore.
Nel 1973 furono stanziati i finanziamenti da parte FS e iniziarono gli studi che, nel dicembre 1974, portarono alla presentazione del rapporto di fattibilità con esito favorevole.
Alla metà del 1977 l'avanzamento dei lavori era il seguente:
- la realizzazione del prototipo da laboratorio del convertitore elettronico era stata completata con successo;
- il circuito di comando del convertitore aveva già ricevuto un sostanziale perfezionamento;
- erano stati scelti i locali della sottostazione elettrica della Magliana, dov'era imminente l'installazione del convertitore elettronico definitivo.

Dopo la realizzazione e la prova a terra a cura dell'Istituto sperimentale FS dell'apparecchiatura elettronica ideata dall'Istituto di Automatica dell'Università di Roma, gli sviluppi dell'elettronica di potenza legati al progetto delle locomotive E.402 fecero decadere l'interesse per la E.323 a inverter e il progetto venne abbandonato.

## Soprannomi
Come avvenne per l'E.322, anche il rimorchio motore E.324 venne soprannominato "cane" o "cagnetta" perché sembrava passeggiare al guinzaglio del suo padrone, l'E.323.

## Riepilogo cronologico
A proposito dei dati storici di un qualsiasi gruppo di rotabili ferroviari vale la pena trascrivere due punti dell'introduzione dell'ingegner Fabio Cherubini, ex dirigente del Servizio Materiale e Trazione delle FS e divulgatore ferroviario, a una delle sue pubblicazioni:
(Fabio Cherubini, Materiale, p. 7)

### E.323 serie 000
| Locomotive E.323 non atte al telecomando delle E.324 | Locomotive E.323 non atte al telecomando delle E.324 | Locomotive E.323 non atte al telecomando delle E.324 |
| Numero di servizio                                   | Ingresso in servizio                                 | Radiazione                                           |
| ---------------------------------------------------- | ---------------------------------------------------- | ---------------------------------------------------- |
| E.323.001                                            | 1966                                                 | dicembre 2002                                        |
| E.323.002                                            | 1966                                                 | dicembre 2002                                        |
| E.323.003                                            | 1966                                                 | dicembre 2002                                        |
| E.323.004                                            | 1966                                                 | dopo il 30/1/2000                                    |
| E.323.005                                            | 1966                                                 | aprile 2004                                          |
| E.323.006                                            | 1966                                                 | ottobre 2002                                         |
| E.323.007                                            | 1966                                                 | dicembre 2002                                        |
| E.323.008                                            | 1966                                                 | dicembre 2003                                        |
| E.323.009                                            | 1966                                                 | dopo il 30/1/2000                                    |
| E.323.010                                            | 1966                                                 | dopo il 30/1/2000                                    |
| E.323.011                                            | 1970                                                 | ottobre 2002                                         |
| E.323.012                                            | 1970                                                 | dicembre 2002                                        |
| E.323.013                                            | 1971                                                 | dicembre 2002                                        |
| E.323.014                                            | 1971                                                 | ottobre 2002                                         |
| E.323.015                                            | 1971                                                 | dopo il 30/1/2000                                    |
| E.323.016                                            | 1971                                                 | ottobre 2002                                         |
| E.323.017                                            | 1971                                                 | dopo il 30/1/2000                                    |
| E.323.018                                            | 1971                                                 | ottobre 2002                                         |
| E.323.019                                            | 1971                                                 | ottobre 2002                                         |
| E.323.020                                            | 1971                                                 | maggio 2003                                          |

### E.323 ed E.324 serie 100 e 200
| Locomotive E.323 atte al telecomando delle E.324 | Locomotive E.323 atte al telecomando delle E.324 | Locomotive E.323 atte al telecomando delle E.324 | Locomotive E.324 assegnate in coppia | Locomotive E.324 assegnate in coppia | Locomotive E.324 assegnate in coppia |
| Numero di servizio                               | Ingresso in servizio                             | Radiazione                                       | Numero di servizio                   | Ingresso in servizio                 | Radiazione                           |
| ------------------------------------------------ | ------------------------------------------------ | ------------------------------------------------ | ------------------------------------ | ------------------------------------ | ------------------------------------ |
| E.323.101                                        | 1966                                             | dopo il 30/1/2000                                | E.324.101                            | 1966                                 | febbraio 2003                        |
| E.323.102                                        | 1966                                             | dopo il 30/1/2000                                | E.324.102                            | 1966                                 | dopo il 30/1/2000                    |
| E.323.103                                        | 1966                                             | dopo il 30/1/2000                                | E.324.103                            | 1966                                 | dopo il 30/1/2000                    |
| E.323.104                                        | 1967                                             | agosto 2003                                      | E.324.104                            | 1967                                 | dopo il 30/1/2000                    |
| E.323.105                                        | 1967                                             | preservata come rotabile storico                 | E.324.105                            | 1967                                 | preservata come rotabile storico     |
| E.323.201                                        | 1971                                             | aprile 2009                                      | E.324.201                            | 1971                                 | aprile 2009                          |
| E.323.202                                        | 1971                                             | luglio 2003                                      | E.324.202                            | 1971                                 | agosto 2003                          |
| E.323.203                                        | 1971                                             | aprile 2009                                      | E.324.203                            | 1971                                 | giugno 2009                          |
| E.323.204                                        | 1971                                             | dicembre 2003                                    | E.324.204                            | 1971                                 | ottobre 2009                         |
| E.323.205                                        | 1971                                             | aprile 2004                                      | E.324.205                            | 1971                                 | marzo 2003                           |

### Fonti a stampa
- Tomaso Zattoni, Giuseppe Maffei, Le locomotive elettriche di manovra a 3000 V c.c. Gr. 321 per la rete elettrificata delle F.S., in Ingegneria Ferroviaria, anno 15, n. 2, febbraio 1960,  pp. 105-110.
- Giancarlo Marzocchi, Locomotive elettriche da manovra Gr. E.321 delle Ferrovie dello Stato, in Rassegna tecnica TIBB, anno 23, n. 2, aprile-giugno 1962,  pp. 25-32.
- Fernando Barenghi, Nuove locomotive elettriche da manovra per le Ferrovie dello Stato, in Associazione Elettrotecnica ed Elettronica Italiana, Elettrotecnica ed elettronica nei trasporti terrestri. Rendiconti della LXVI Riunione annuale. Montecatini 1965, fasc. 2. Memorie, Milano, Associazione Elettrotecnica ed Elettronica Italiana, 1965,  pp. 58/1-58/6.
- Ministero dei Trasporti e dell'Aviazione Civile – Ferrovie dello Stato, Prefazione Generale all'Orario di Servizio, edizione 1963, ristampa 1970 aggiornata con O.S. nº 1/1965 – 14/1965 – 18/1965 – 26/1967 – 56/1967 – 87/1967 – 17/1968 - 34/1968 – 35/1968 - 43/1969 – 51/1969 – 65/1969 – 109/1969 – 16/1970 – 24/1970 – 38/1970, Roma, Ferrovie dello Stato, 1970.

### Storiografia e complementi
- Erminio Mascherpa, Il motore trifase nel futuro della ferrovia (quinta parte), in Italmodel Ferrovie, anno 27, n. 206, luglio 1977,  pp. 441-446.
- Renzo Marini, Le locomotive E.323–E.324, in Le locomotive elettriche delle FS, collana Quaderni FS, nuova serie n. 3, Roma, Ufficio Relazioni Aziendali FS, 1983,  pp. 85-87, ISBN non esistente.
- Giovanni Cornolò, Claudio Pedrazzini, Locomotive elettriche FS, Parma, Ermanno Albertelli, 1983,  pp. 213-215, ISBN non esistente.
- Giuseppe Sergi, Tra Scilla e Cariddi, in Voies ferrées edizione italiana, anno 4, n. 24, novembre-dicembre 1985,  pp. 22-25, ISSN 0392-9817 (WC · ACNP).
- Roberto Rolle, Le E.321-322, approfondimento a corredo dell'articolo "OGR Verona", in Voies ferrées edizione italiana, anno 5, n. 25, gennaio-febbraio 1986,  p. 11, ISSN 0392-9817 (WC · ACNP).
- Angelo Nascimbene, Dove e quante, in Voies ferrées edizione italiana, anno 5, n. 25, gennaio-febbraio 1986,  pp. 92-93, ISSN 0392-9817 (WC · ACNP).
- Giovanni Cornolò, Locomotive elettriche FS, Parma, Ermanno Albertelli, 1994,  pp. 291-293, ISBN 88-85909-97-3.
- David Haydock, Italian Railways. Locomotives and multiple units, Sheffield, Platform 5, 1995,  pp. 23-24, ISBN 1-872524-73-7.
- Ettore Caliri, Treni sulle navi, in I treni, anno 18, n. 178, gennaio 1997,  pp. 23-27, ISSN 0392-4602 (WC · ACNP).
- Tiziano Croce, E 321 – E 323, manovre col "cane", in Tutto treno, anno 10, n. 100, luglio-agosto 1997,  pp. 48-53, ISSN 1124-4232 (WC · ACNP).
- Stefano Patelli, Il comando multiplo nelle FS, in Tutto treno, anno 13, n. 131, maggio 2000,  pp. 20-29, ISSN 1124-4232 (WC · ACNP).
- Fabio Cherubini, Materiale motore FS 2000, Salò, Editrice Trasporti su Rotaie, 2000,  pp. 7, 12, 24-25, 52, ISBN 88-85068-26-X.
- Luigi Voltan, Angelo Nascimbene, con la collaborazione di Sergio Pautasso, 80 anni di locomotive elettriche FS a corrente continua, in Tutto treno tema, anno 18, n. 21, febbraio 2006,  pp. 48-49, ISSN 1124-4232 (WC · ACNP).
- Giovanni Cornolò, Dall'E.626 all'Eurostar. 1928-2008: ottant'anni di locomotive elettriche FS, Parma, Ermanno Albertelli, 2008,  pp. 296-302, ISBN 88-87372-63-2.
- Luca Vanni, Materiale di trazione elettrico, Albino, Sandit, 2011,  pp. 304-315, ISBN 978-88-95990-77-4.